# Liste der denkmalgeschützten Objekte in Tiefgraben
Die Liste der denkmalgeschützten Objekte in Tiefgraben enthält die 7 denkmalgeschützten, unbeweglichen Objekte der oberösterreichischen Gemeinde Tiefgraben.

## Denkmäler
| Foto |                 | Denkmal                                                                             | Standort                                         | Beschreibung | Metadaten |
| ---- | --------------- | ----------------------------------------------------------------------------------- | ------------------------------------------------ | --- | --- |
| ja   | Datei hochladen | Villa Baum HERIS-ID: 61249 Objekt-ID: 73661                                         | Gaisbergstraße 12 Standort KG: Hof               | | BDA-Hist.: Q38095087 Status: Bescheid Stand der BDA-Liste: 2025-06-30 Name: Villa Baum GstNr.: .201                                                        |
| ja   | Datei hochladen | Kath. Filialkirche St. Koloman HERIS-ID: 95374 Objekt-ID: 110724                    | Standort KG: Hof                                 | Der heutige Bau stammt von 1742 und ist damit die älteste Holzkirche Österreichs. Das Schindeldach hat als Turm nur einen Dachreiter. Im Inneren befindet sich ein Barockaltar, der nach erhaltenen Aufzeichnungen bereits im Jahre 1658 von Abt Simon erneuert wurde und vorher in einem Vorgängerbau stand.                 | BDA-Hist.: Q37766196 Status: § 2a Stand der BDA-Liste: 2025-06-30 Name: Kath. Filialkirche St. Koloman GstNr.: .199 Filialkirche St. Koloman, Kolomansberg |
| ja   | Datei hochladen | Ehem. k. u. k. Waldforstamtsgebäude HERIS-ID: 95350 Objekt-ID: 110698               | Dr.Lechner-Weg 31 Standort KG: Tiefgraben        | | BDA-Hist.: Q37766131 Status: § 2a Stand der BDA-Liste: 2025-06-30 Name: Ehem. k. u. k. Waldforstamtsgebäude GstNr.: .99/1                                  |
| ja   | Datei hochladen | Freilichtmuseum Mondseer Rauchhaus, Bischofergut HERIS-ID: 100400 Objekt-ID: 116626 | Hilfberg 1 Standort KG: Tiefgraben               | | BDA-Hist.: Q37784258 Status: Bescheid Stand der BDA-Liste: 2025-06-30 Name: Freilichtmuseum Mondseer Rauchhaus, Bischofergut GstNr.: 177/12, 177/9         |
| ja   | Datei hochladen | Mesnerhaus HERIS-ID: 100433 Objekt-ID: 116661                                       | Hilfberg 12 Standort KG: Tiefgraben              | | BDA-Hist.: Q37784321 Status: § 2a Stand der BDA-Liste: 2025-06-30 Name: Mesnerhaus GstNr.: .100/2                                                          |
| ja   | Datei hochladen | Bildstock HERIS-ID: 95340 Objekt-ID: 110674                                         | Hilfberg 14, in der Nähe Standort KG: Tiefgraben | | BDA-Hist.: Q37766084 Status: § 2a Stand der BDA-Liste: 2025-06-30 Name: Bildstock GstNr.: 1916/1                                                           |
| ja   | Datei hochladen | Kapellenbildstock HERIS-ID: 106155 Objekt-ID: 123264                                | bei Hochkreuzstraße 10 Standort KG: Tiefgraben   | Die einfache Wegkapelle, Gasterbauer-Kapelle, mit Walmdach wurde 1998 errichtet, und ist einer 1959 abgerissenen Kapelle aus dem 19. Jahrhundert nachempfunden. Der Altar stammt noch aus jener Vorgängerkapelle. Anmerkung: vom BDA in der Gemeinde Mondsee geführt, liegt tatsächlich aber sehr knapp bereits in Tiefgraben | BDA-Hist.: Q37807054 Status: § 2a Stand der BDA-Liste: 2025-06-30 Name: Kapellenbildstock GstNr.: 217/7 Gasterbauer-Kapelle, Mondsee                       |